# Ipomoea tricolor
Ipomoea tricolor là một loài thực vật có hoa trong họ Bìm bìm. Loài này được Cav. mô tả khoa học đầu tiên năm 1795.

## Hình ảnh

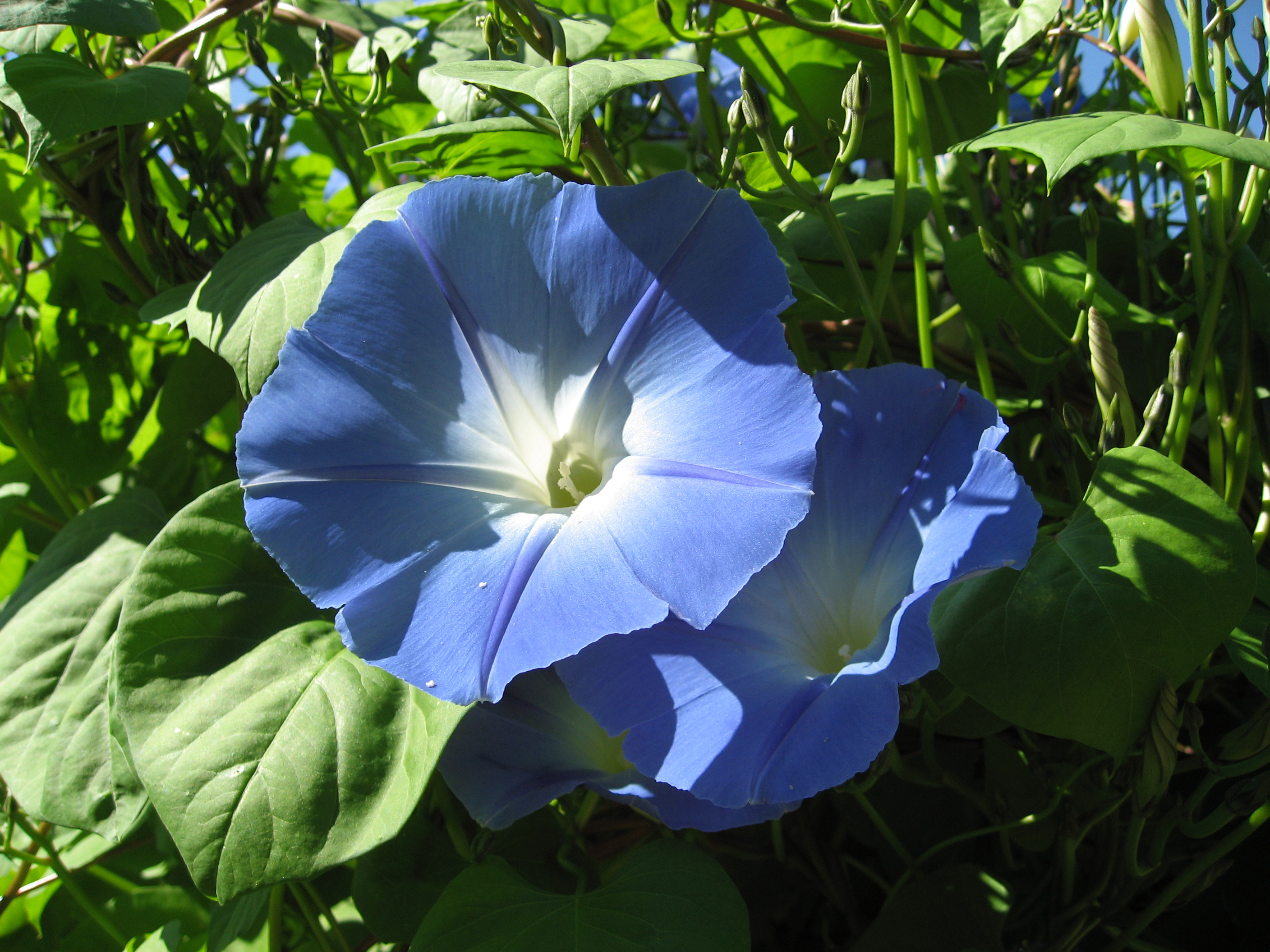
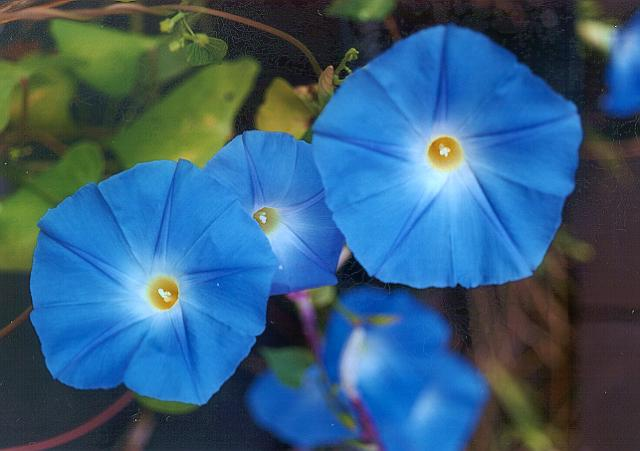
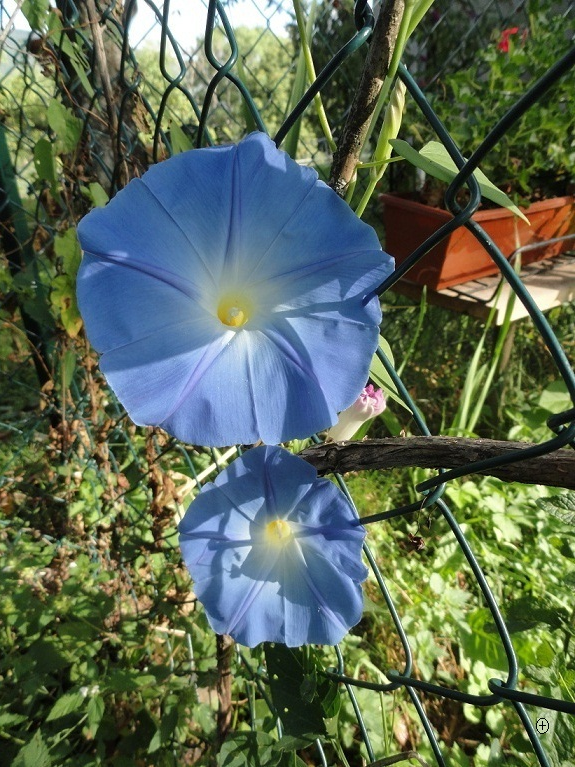
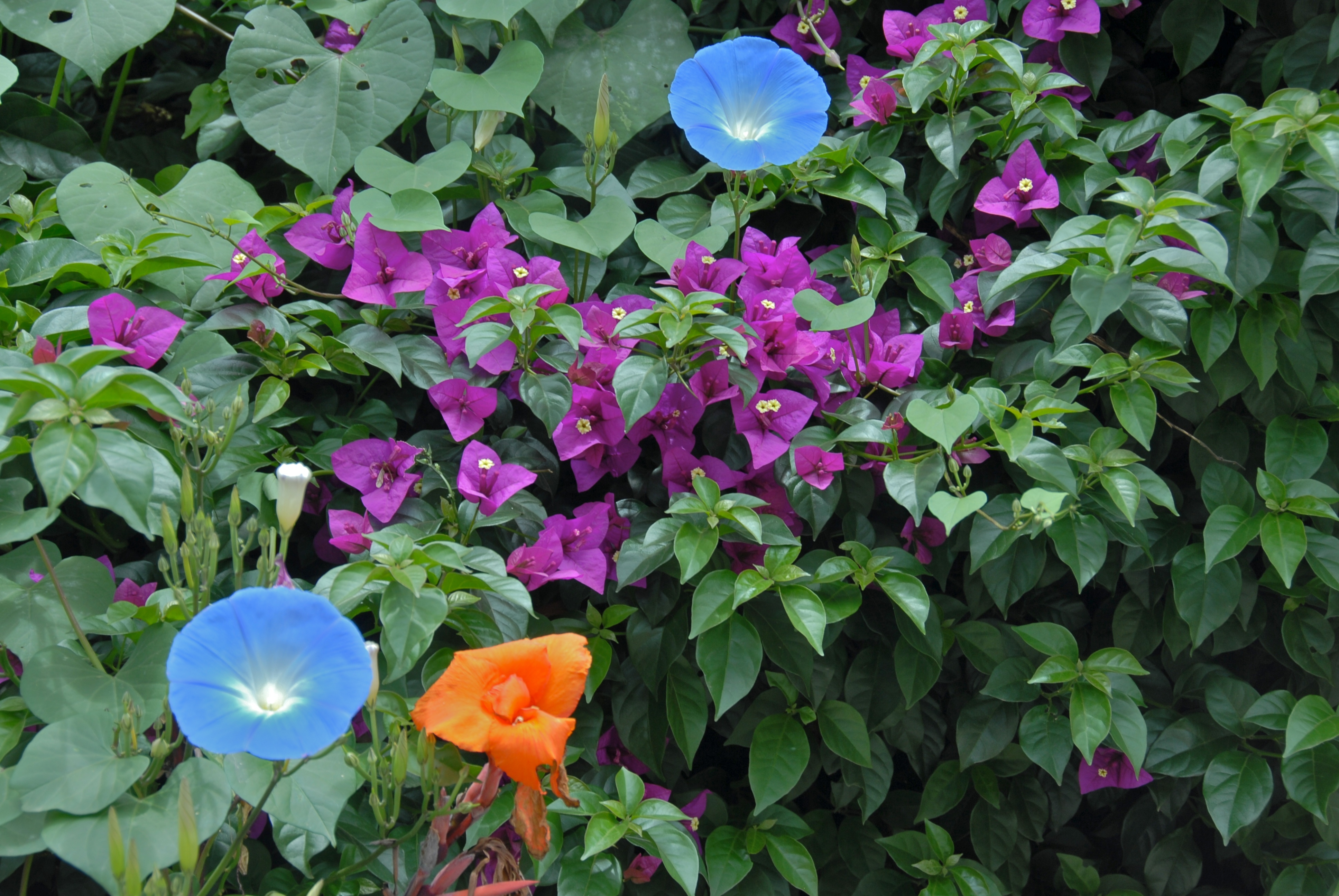